# (837) Schwarzschilda
(837) Schwarzschilda – planetoida z pasa głównego asteroid okrążająca Słońce w ciągu 3 lat i 177 dni w średniej odległości 2,3 au. Została odkryta 23 września 1916 roku w Landessternwarte Heidelberg-Königstuhl w Heidelbergu przez Maxa Wolfa. Nazwa  pochodzi od Karla Schwarzschilda (1873-1916), niemieckiego astronoma. Przed nadaniem nazwy planetoida nosiła oznaczenie tymczasowe (837) 1916 AG.